# Salomon Rombouts
Salomon Rombouts (circa  1652, Haarlem - circa 1710, Florence) est un peintre néerlandais spécialisé dans la peinture de paysages.

## Biographie
Salomon Rombouts est né en 1652 à Haarlem aux Pays-Bas. Il se forme auprès de son père Gillis Rombouts lui-même peintre. Il devient membre de la guilde de Saint-Luc de Haarlem en 1678. Comme peintre de paysages, il est fortement influencé par les peintres Jacob van Ruisdael et Cornelis Decker. Il part en Italie et s'établit à Florence en 1690.

## Œuvre
Plusieurs de ses œuvres sont visibles dans les musées suivants :
- Rijksmuseum, Amsterdam : Wintergezicht,
- Gallerie di Palazzo Leoni Montanari, Vicence : Fête villageoise,
- Musée du Louvre, Paris  : Entrée de forêt, 61 × 85 cm
- Wallace Collection, Londres : Paysage avec une ferme (attribution), huile sur toile, 45 × 57 cm[1]
- Museum der bildenden Künste, Leipzig